# Distretto di Jánoshalma
Il distretto di Jánoshalma (in ungherese Jánoshalmai járás) è un distretto dell'Ungheria, situato nella provincia di Bács-Kiskun.